# Kromosom 4 (čovjek)
Kromosom 4 je autosomni kromosom koji pripada B i četvrti je po veličini u ljudskom kariotipu. Prema položaju centromera pripada submetacentričnim kromosomima.  Sastoji se od 203 milijuna parova nukleotida, što čini gotovo 6% ukupne DNK u stanici.
Dokazano je da kromosom 4 sadrži preko 1000 gena, ali se pretpostavlja da sadrži oko stotinu gena više (oko 1100).
Broj polimorfizama jednog nukleotida (eng. Single Nucleotide Polymorphism - SNP) je preko 750 000.

## Geni kromosoma 4
Neki od važnijih gena, koji se nalaze na kromosomu 4:
- AGA
- ANK2
- ANTXR2
- CFI
- CISD2
- CYP4V2
- DOK7
- DRD5
- DSPP
- ENAM
- ETFDH
- EVC
- EVC2
- FGA
- FGB
- FGFR3
- FGFRL1
- FGG
- FIP1L1
- HADH
- HTT
- IDUA
- KIT
- LETM1
- MANBA
- MMAA
- MSX1
- MTTP
- NR3C2
- PDGFRA
- PHOX2B
- PITX2
- PKD2
- QDPR
- SGCB
- SH3BP2
- SLC25A4
- SNCA
- TET2
- UCHL1
- UVSSA
- WFS1
- WHSC1

## Aberacije kromosoma 4
- Delecija kratkog kraka (4r-) uzrokuje Volf-Hirschhornov sindrom koji se odlikuje:
  - mentalnom retardacijom;
  - izrazitim poremećajem rasta
  - anomalijama lica i dr.

- parcijalna trisomija, 4r, koja se fenotipski manifestira:
  - anomalijama lica
  - anomalijama prstiju
  - malformacijama stopala

## Bolesti vezane za kromosom 4
Poznat je sadržaj i raspored gena kromosoma 4 čije mutacije izazivaju niz nasljednih bolesti. Najvažnije bolesti vezane za mutacije na kromosomu 3 jesu:
- akondroplazija
- autosomno dominantni policistični bubreg (PKD-2)
- rak mokraćnog mjehura
- kronična limfocitna leukemia
- Ellis-van Creveldov sindrom
- facioscapulohumeralna mišićna distrofija
- fibrodisplazija ossificans progessiva (FOP)
- hemofilija C
- Huntingtonova bolest
- hemolitički uremički sindrom
- Hirschprungova bolest
- hipokondroplazija
- metilmalonična acidemia
- Muenkeov sindrom
- gluhoća bez drugih simptoma
- gluhoća autosomska dominantna
- primitivna alveolarna hipoventilacija ("Ondinina kletva")
- Parkinsonova bolest
- bolest policističnog bubrega
- Romano-Wardov sindrom
- SADDAN
- deficit tetrahidrobiopterina
- tanatoforična displazija
- tanatoforična displazija tip 1
- tanatoforična displazija tip 2
- Wolframov sindrom